# Governatorato di Slonim
Il governatorato di Slonim (in russo Пензенская губерния?) è stato un gubernija dell'Impero russo. Istituito dopo la terza spartizione polacca, aveva come capoluogo la città Slonim. Il 12 dicembre nel 1796 per decisione dello zar Paolo I fu unito al governatorato di Vil'na e formò il governatorato di Lituania.

## Uezd
Il governatorato era diviso in otto uezd:
- Brest
- Volkovysskij
- Grodno
- Kobrin
- Lida
- Novogrudok
- Pruzhany
- Slonimsky